# Simples
Simples is een relatief korte compositie van Heitor Villa-Lobos. Het is gedateerd 8 december 1911. Hij schreef zelf over deze mazurka voor gitaar solo, dat hij het meer als muzikale grap schreef dan een serieus werk. Hij schreef het tot lering en vermaak voor zijn leerling Eduardo Luiz Gomes. Het tempo is andante, de maatsoort driekwartsmaat.